# Dario Micheli
Dario Micheli (...) è uno scenografo, costumista e regista italiano.
Ha cominciato la sua carriera come arredatore prima di diventare costumista, scenografo e regista.

## Biografia
L'11 febbraio 1966 ha curato la regia della ripresa nel Teatro chediviale dell'Opera del Cairo di Aida di Giuseppe Verdi.
Il 12 febbraio 1966 ha curato la regia della prima rappresentazione nel Teatro dell'Opera del Cairo di Il barbiere di Siviglia (Rossini). Nello stesso mese curò la regia delle stesse opere per il Teatro La Fenice di Venezia.
Il 20, 23, 26, 28 gennaio 1979 per il Teatro Lirico di Cagliari ha curato la regia, le scene ed i costumi di Pagliacci (opera).
Nel 1993 scrive e dirige il film Il gioco della notte.
Nel 1996 cura la regia di Il barbiere di Siviglia con Rolando Panerai, Alfredo Mariotti, Giorgio Casciarri, Tullio Falzoni e Cristina Chiaffoni sotto la direzione del maestro Enrico De Mori alla Stagione Lirica del Teatro Comunale di Lonigo.
Il 29 e 31 ottobre 1999 ha curato la regia e le scene per il Macbeth (opera) del Teatro Coccia di Novara.

## Filmografia

### Regista
- Il gioco della notte (1993)

### Arredatore
- Akiko, regia di Luigi Filippo D'Amico (1961)
- Giorno per giorno disperatamente, regia di Alfredo Giannetti (1961)
- Matrimonio all'italiana, regia di Vittorio De Sica (1964)
- Le belle famiglie, regia di Ugo Gregoretti (1964)
- Se non avessi più te, regia di Ettore Maria Fizzarotti (1965)
- Sette uomini d'oro, regia di Marco Vicario (1965)
- La decima vittima, regia di Elio Petri (1965)
- Mi vedrai tornare, regia di Ettore Maria Fizzarotti (1966)
- La ragazza e il generale, regia di Pasquale Festa Campanile (1967)
- Operazione San Pietro, regia di Lucio Fulci (1967)
- Nell'anno del Signore, regia di Luigi Magni (1969)
- Uno dopo l'altro, regia di Nick Nostro (1969)
- Giù la testa, regia di Sergio Leone (1971)
- Le porte dell'inferno, regia di Umberto Lenzi (1989)

### Scenografo
- Qualcuno ha tradito, regia di Franco Prosperi (1967)
- Dick Smart 2.007, regia di Franco Prosperi (1967)
- 3 Supermen a Tokio, regia di Bitto Albertini (1968)
- L'arcangelo, regia di Giorgio Capitani (1969)
- L'uccello dalle piume di cristallo, regia di Dario Argento (1970), anche costumista
- Contestazione generale, regia di Luigi Zampa (1970)
- Il divorzio, regia di Romolo Guerrieri (1970)
- Il sergente Klems, regia di Sergio Grieco (1971)
- Amico, stammi lontano almeno un palmo... (1972)
- La porta sul buio (4 episodi, 1973), regia di Dario Argento - anche costumista
- Pronto ad uccidere, regia di Franco Prosperi (1976)
- L'avvocato della mala, regia di Alberto Marras (1977)
- La settima donna, regia di Franco Prosperi (1978) anche costumista
- Incontri di primavera, regia di Anna Brasi (2000)

### Architetto-scenografo
- Sette volte sette (1968)

### Dipartimento artistico
- Il grande colpo dei 7 uomini d'oro, regia di Marco Vicario (1966) (special sets)
- L'ultimo imperatore, regia di Bernardo Bertolucci (1987) (arredatore set)

### Effetti speciali
- Un uomo da rispettare, regia di Michele Lupo (1972) (effetti speciali)